# Mohamed Diab al-Attar
Mohamed Diab al-Attar (arabisch محمد دياب العطار, DMG Muḥammad Diyāb al-ʿAṭṭār; * 17. November 1927 in Alexandria; † 30. Dezember 2016 ebenda), bekannt als (ad-)Diba, vom Weltfußballverband FIFA teilweise als Mohamed Deyab geführt, war ein ägyptischer Fußballspieler und ‑schiedsrichter.
Der gelernte Wasserwirtschaftler und Journalist al-Attar gewann 1948 mit al-Ittihad Alexandria den ägyptischen Pokalwettbewerb, im Finale hatte er den Treffer zum 1:0 erzielt. Die Premierensaison der neu gegründeten Premier League beendete der Ägypter mit 15 Treffern als Torschützenkönig. 1955 wurde er mit dem Verein (als Schütze eines Treffers im Halbfinale) Vizepokalsieger.
Mit der Nationalmannschaft nahm al-Attar an den Olympischen Sommerspielen 1948 sowie 1952 teil; zu einem Einsatz kam er jedoch nicht. Die private Homepage Egyptian Football Net führt al-Attar am 1. August 1953 beim Spiel gegen Palästina erstmals als Spieler der Nationalmannschaft Ägyptens. In diesem und zwei weiteren Spielen der Panarabischen Spiele 1953 erzielte der Ägypter neun Treffer und trug damit maßgeblich zum Gewinn des Turniers bei. 1957 traf al-Attar während der ersten Afrikameisterschaft fünf Mal für die „Pharaonen“; beim Finalsieg über den Sudan steuerte der Ägypter alle vier Treffer bei, sodass er Torschützenkönig des Turniers wurde.
- 1953: vier Spiele, zehn Tore[8][10]
- 1954: drei Spiele[10]
- 1955: sieben Spiele[10]
- 1956: zwei Spiele, zwei Tore[10]
- 1957: drei Spiele, fünf Tore[10]

Insgesamt führt Egyptian Football Net bis zum Spiel gegen die Türkei am 26. Mai 1957 19 Spiele mit Beteiligung al-Attars, in denen er 17 Treffer erzielte.
Zwischen 1968 und 1976 war der Ägypter als Schiedsrichter für die Egyptian Football Association aktiv. Neben Einsätzen bei WM-Qualifikationsspielen und dem Golfpokal 1972 kam er im Finale der Afrikameisterschaft 1968 als Spielleiter zum Einsatz. Außerdem nahm al-Attar als Linienrichter am olympischen Fußballturnier 1976 teil und assistierte – möglicherweise – im Finale der Afrikameisterschaft 1978.
2006 listete die Confédération Africaine de Football al-Attar auf einer Liste der 200 besten Spieler seit 1950 in der Kategorie Africa’s Elite 50 der Jahre 1957 bis 1970.